# NGC 198
NGC 198 est une galaxie spirale située dans la constellation des Poissons. NGC 198 a été découverte par l'astronome germano-britannique William Herschel en 1790.

## Caractéristiques
Sa vitesse par rapport au fond diffus cosmologique est de 4 909 ± 24 km/s, ce qui correspond à une distance de Hubble de 72,4 ± 5,1 Mpc (∼236 millions d'al).
La classe de luminosité de NGC 198 est III et elle présente une large raie HI.

## Groupe de NGC 182

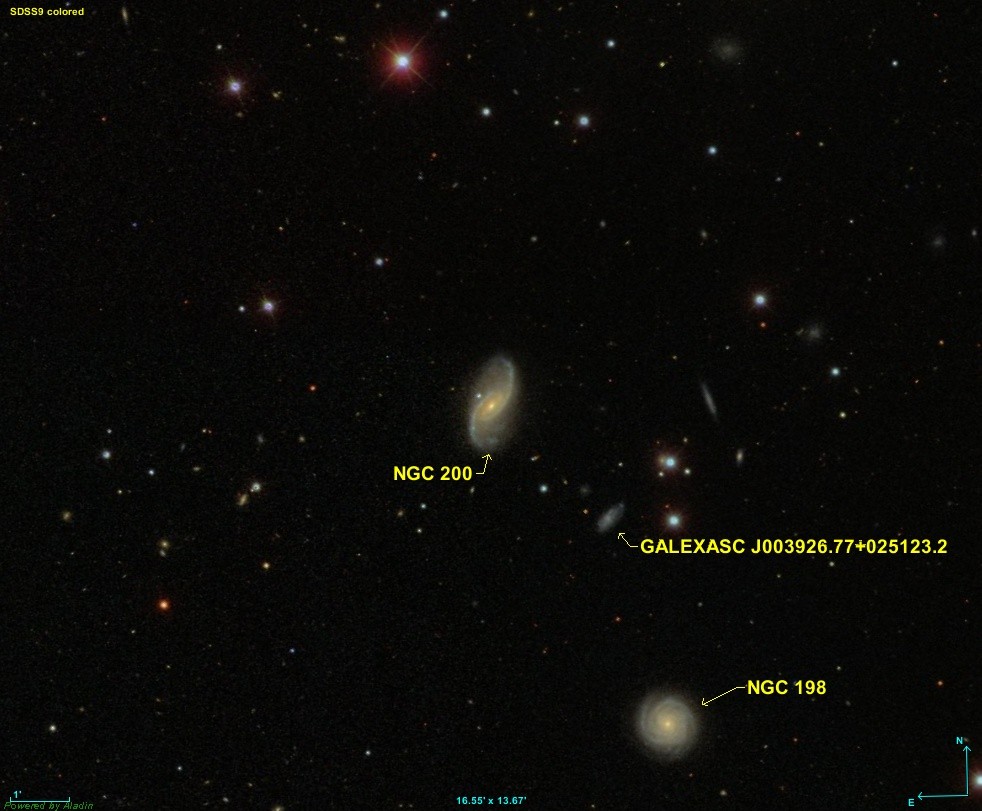
NGC198 accompagné de NGC200

NGC 198 ainsi que les galaxies NGC 182, NGC 194 et NGC 200 forment le groupe de NGC 182.